# Orbis S.A.

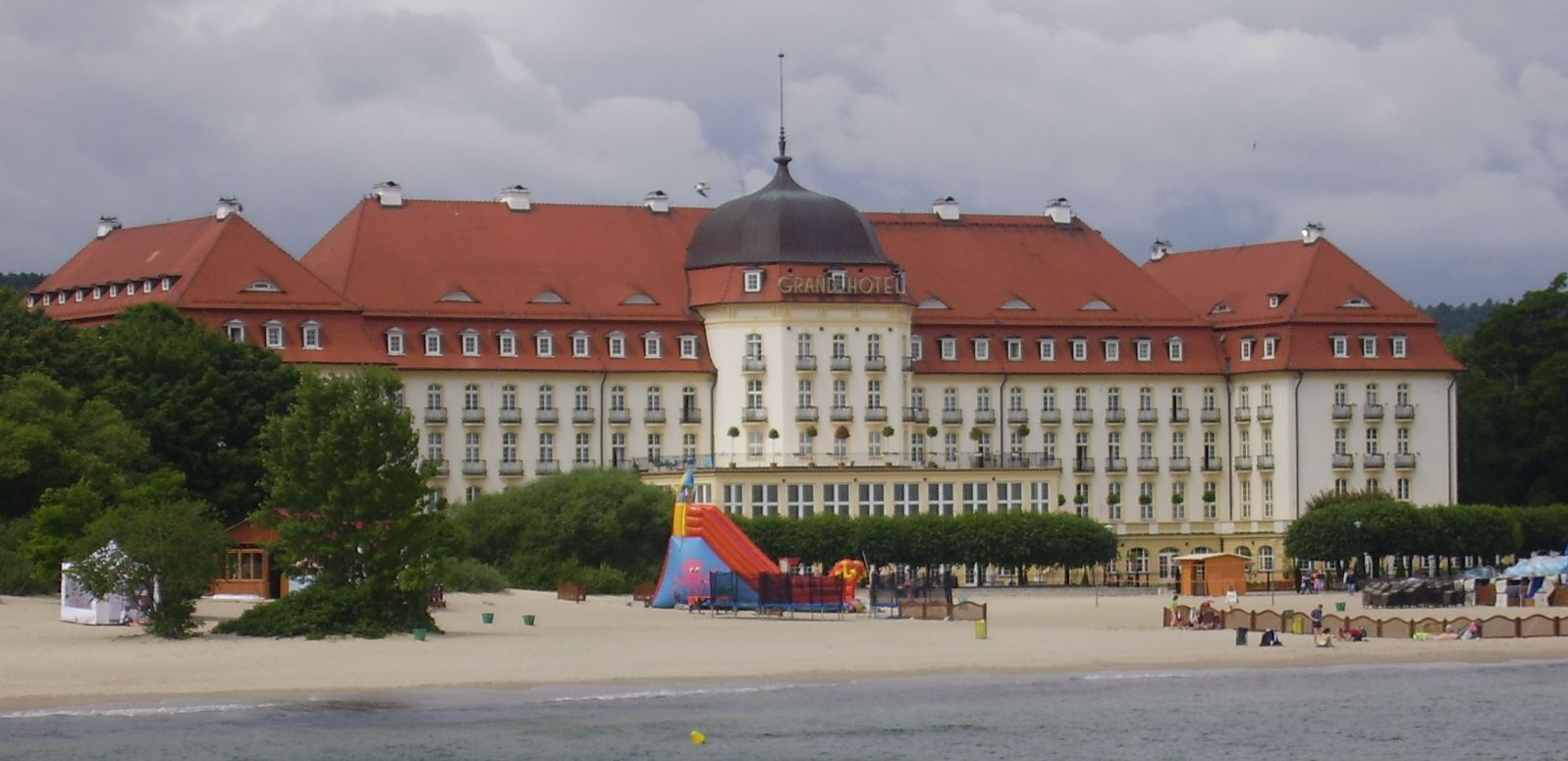
Das Sofitel Grand Sopot

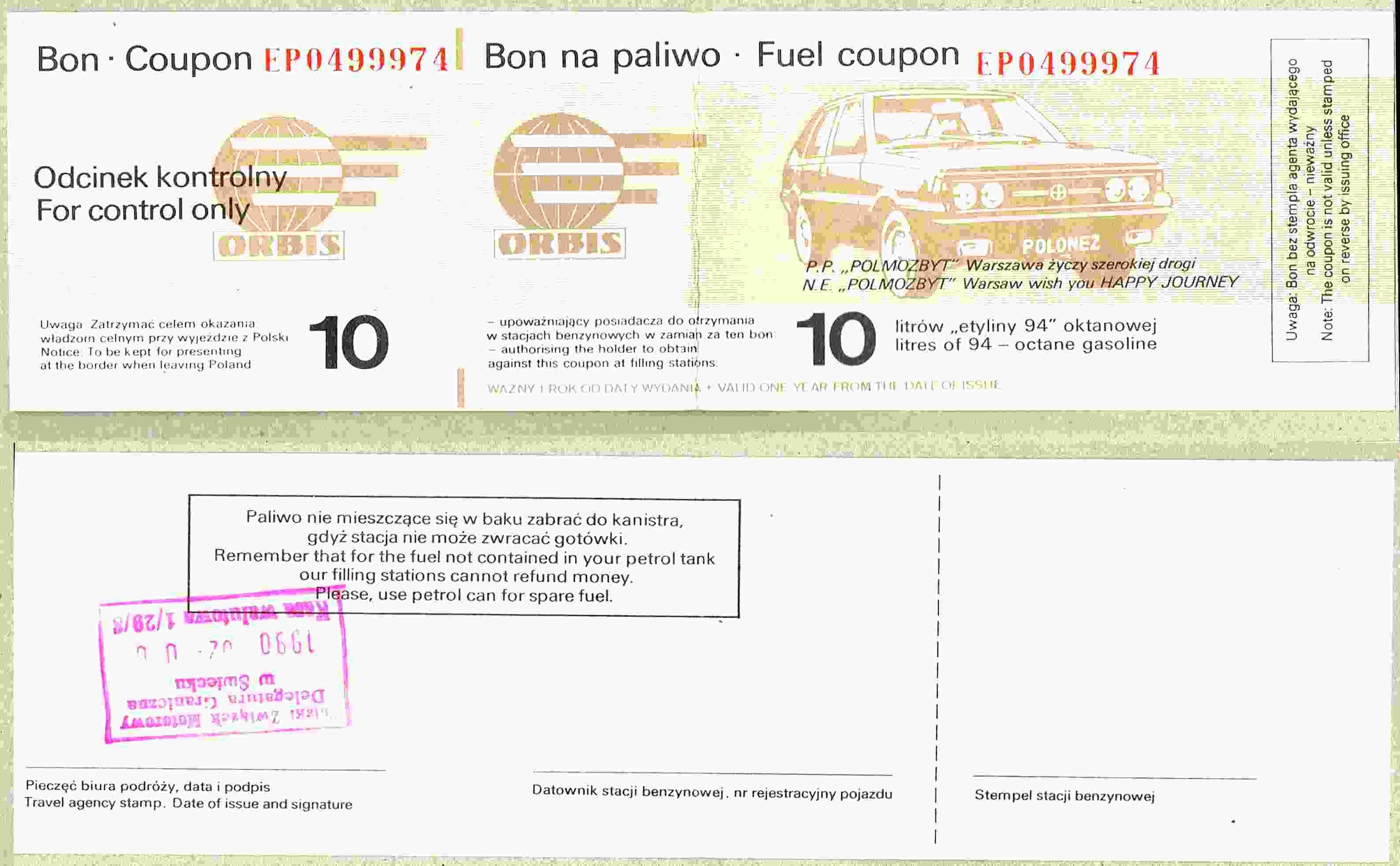
Benzingutschein für 10 Liter von Orbis Polen 1990 EP0499974.jpg

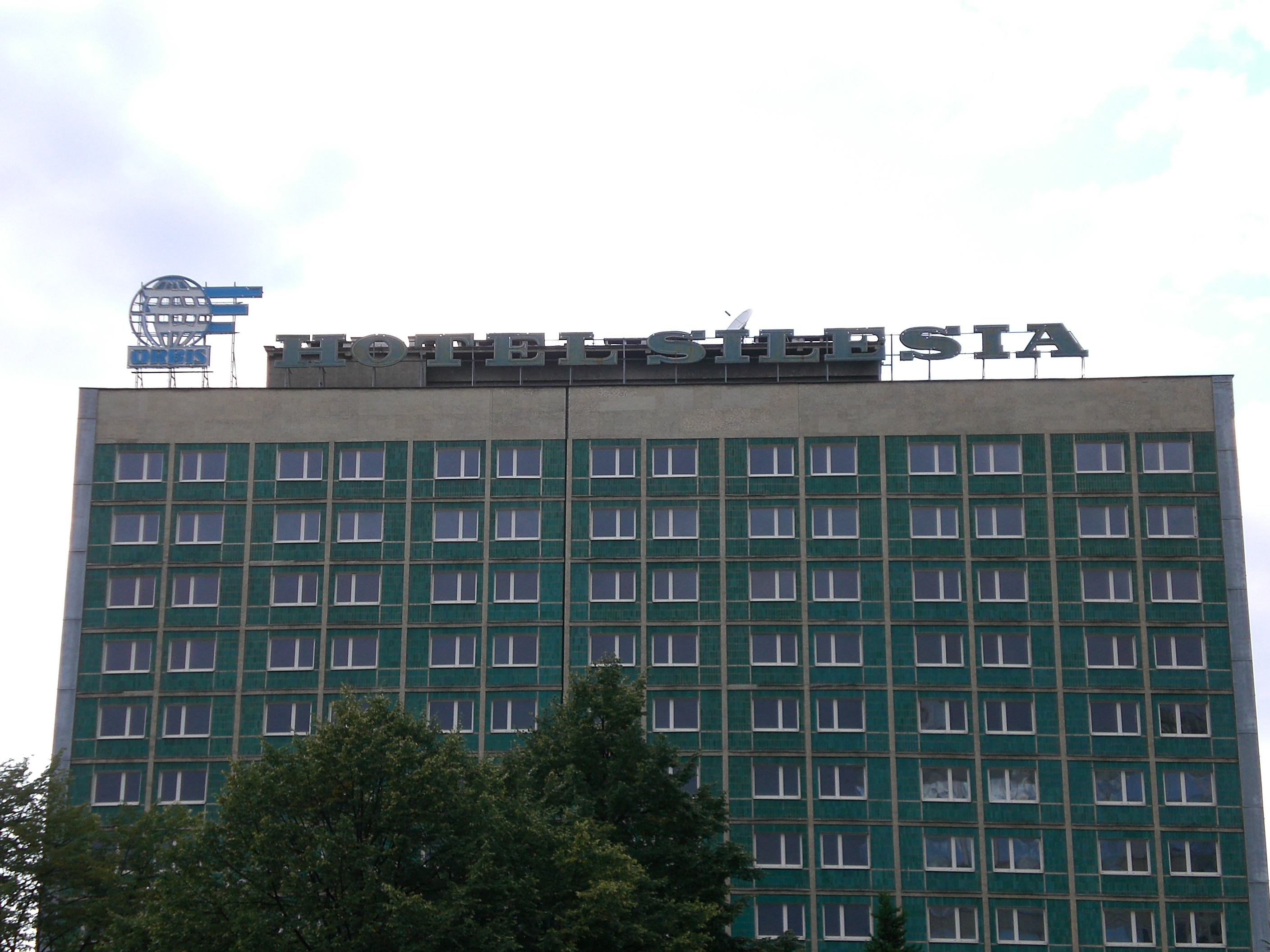
Ehemaliges Hotel Silesia mit ORBIS-Logo in Katowice

Orbis S.A. ist eine polnische Aktiengesellschaft und an der Warschauer Börse notiert.
Zur Orbis-Gruppe gehören die Muttergesellschaft Orbis S.A., Hekon-Hotele Ekonomiczne, Orbis Transport, Orbis Kontrakty und WT Wilkasy.

## Geschichte
Das Unternehmen wurde 1920 in Lemberg als Polskie Biuro Podróży Orbis gegründet. 1933 wurde der Unternehmenssitz nach Warschau verlegt, nachdem die Bank PKO BP (Powszechna Kasa Oszczędności) die Aktienmehrheit erworben hatte. 1939 betrieb das Unternehmen 136 Verkaufsbüros in Polen, 19 im Ausland und 4 Hotels. Insgesamt hatte das Unternehmen 500 Mitarbeiter.
Der Zweite Weltkrieg unterbrach die Tätigkeit des Unternehmens und ein Großteil des Vermögens ging verloren. Am Kriegsende existierten nur noch die Büros in Brüssel, New York, Tel Aviv und London.
Bereits 1944 wurde ein staatliches Unternehmen Przedsiębiorstwo Państwowe Orbis durch die Übernahme der Aktien des Vorkriegsunternehmens gegründet. Bis Ende der 1940er-Jahre wurden einige Überlandbuslinien in Polen eingerichtet. Es wurde auch der Betrieb von Hotels wiederaufgenommen. Ende der 1950er-Jahre verwaltete Orbis 5.000 Hotelbetten, unter anderem auch in 9 Hotels für internationale Gäste. Orbis veranstaltete auch Auslandsreisen. Im Jahr 1980 betrieb Orbis 60 % aller Hotelbetten in Polen. In den 1970er-Jahren betrieb Orbis 6 Novotel-Hotels, von denen 4 noch heute in Betrieb sind. Zugleich baute das Unternehmen den Bereich Personenbeförderung weiter aus und verkaufte Benzingutscheine. 1980 verfügte das Unternehmen über 555 Busse und 373 Autos. Am Jahresende 1990 betrieb Orbis 53 Hotels.
1991 wurde Qrbis von einem volkseigenen Betrieb in eine privatrechtliche Gesellschaft umgewandelt, die sich zu 100 % im Staatsbesitz befand. Im Juli 1993 wurden zwei Tochtergesellschaften ausgegründet, die Orbis Travel und die Orbis Transport, an beiden hielt die Orbis S.A. die Mehrheit. Seit dem 15. November 1997 ist die Orbis S.A. an der Warschauer Wertpapierbörse notiert. 1999 sank der Staatsanteil auf unter 50 %. Im August 2000 stieg die Accor-Gruppe als strategischer Partner ein und übernahm die restlichen Anteile vom polnischen Staat. 2010 betreibt die Orbis-Hotelgruppe 61 Hotels in Polen und eins in Litauen.
Am 29. September 2010 meldete die PBP Orbis, die im März 2010 an den Finanzinvestor Enterprise Investors verkaufte ehemalige Tochtergesellschaft Orbis Travel, Konkurs an.

## Unternehmensstruktur

### Hekon-Hotele Ekonomiczne
Die Orbis-Hotelgruppe – Hekon-Hotele Ekonomiczne S.A. betreibt über 63 Hotels in Polen und ein Hotel in Litauen. Sie werden unter den Accor-Marken Sofitel, Novotel, Mercure, Ibis und Etap sowie unter dem eigenen Namen Orbis betrieben. In den nächsten Jahren möchte sich man sich auf den Ausbau des Low-Budget-Bereiches konzentrieren.

### Orbis Transport
Die Orbis Transport sp. z o.o. betreibt für Hertz 20 Verleihstationen, Hertz Lease und das Flottenmanagement von Hertz. Zu Orbis Transport gehören auch die Busunternehmen PKS Gdańsk und PKS Tarnobrzeg mit Sitz in Danzig die in mehreren Städten lokale Buslinien, mehrere nationale und internationale Buslinien betreiben. Zum Unternehmen gehört auch der Parkplatzbetreiber Capital Parking Sp. z o.o.

## Anteilseigner
Die Anteilseigner an der Orbis S.A. (Stand August 2010) sind:
- Accor S.A. – 50,1 %
- BZ WKB AIB – 24,17 %
- Aviva OFE – 14,92 %
- Freiverkehr – 9,9 %